# Yvonne Maria Werner
Yvonne Maria Karin Margareta Werner, ursprungligen Yvonne Karin Margaretha Brorsson, född 28 februari 1954 i Båstads församling i Kristianstads län, är en svensk historiker och professor. Hon är verksam vid Lunds universitet.

## Biografi
Yvonne Maria Werner disputerade vid Lunds universitet 1989 på en avhandling om svensk-tyska relationer kring sekelskiftet 1900, blev forskarassistent 1992, docent 1999 och professor vid Lunds universitet 2008. Werner, som själv är katolik sedan 1987, har sitt specialområde i katolicismens historia i Norden under 1800- och 1900-talet, och hon har skrivit ett flertal arbeten på detta område. I sin forskning har hon bland annat undersökt hur värdegrunder förändras över tid och hur de ser ut i olika samhällen, samt hur värdegrunden förmedlas till medborgare och hur omvärlden möter ideologiska avvikare.
Werner har medverkat i och lett flera forskningsprojekt, däribland det nordiska projektet Den kvinnliga klosterrörelsen i Norden. En kvinnlig motkultur i det moderna samhället, vilket avslutades 2004, och Kristen manlighet – en modernitetens paradox: Män och religion i en nordeuropeisk kontext 1840–1940 som pågick till 2010. Under perioden 2005–2013 var Werner ordförande i Historiska föreningen i Lund. Hon har suttit med i Vetenskapsrådets beredningsgrupp för historiska vetenskaper, postdok- och omfördelningspanel i flera omgångar och medverkat som granskare också för andra vetenskapsråd och stiftelser i Sverige och Norden.
Vid sidan om sitt arbete anlitas Werner som reseledare till katolska miljöer i Italien, till exempel Assisi och Rom.

## Utmärkelser, ledamotskap och priser
- Ledamot av Vetenskapssocieteten i Lund (LVSL, 1997)[9]
- 2002 – Kungliga Vitterhets Historie och Antikvitets Akademien: Uno Lindgrens pris för "framstående och uppmärksammad insats rörande katolsk missionshistoria i Sverige".[10]